# کمال جعفری یزدی
کمال جعفری یزدی (زاده ۱۳۴۵) استاد دانشگاه، فعال مدنی و زندانی سیاسی اهل ایران است. او به سبب مخالفتش با استمرار نظام جمهوری اسلامی و ولایت مطلقه فقیه بازداشت و محاکمه شد. او با امضای بیانیه‌ای موسوم به بیانیه ۱۴ فعال سیاسی خواستار استعفای علی خامنه‌ای از قدرت و تغییر قانون اساسی جمهوری اسلامی ایران شد.

## زندگی
کمال جعفری یزدی زاده سال ۱۳۴۵ خورشیدی است. یزدی تحصیلات خود را تا مقطع دکترا در رشته مدیریت استراتژیک ادامه داد و سالها در همین رشته در مشهد مشغول به تدریس بوده‌است. جعفری یزدی که ساکن شهر مشهد است، دارای سابقه طولانی شرکت در جنگ ایران عراق است. علاوه بر آن او که برادر خود را در این جنگ از دست داده، دارای سابقه اسارت در این جنگ بوده و یک جانباز ۳۵ درصد است.

## بیانیه ۱۴ فعال سیاسی
در خرداد ۱۳۹۸ تعدادی از فعالان مدنی و سیاسی در درون ایران، شامل محمد نوری‌زاد، کمال جعفری یزدی و گوهر عشقی، محمد ملکی، هاشم خواستار در نامه‌ای خواستار استعفای رهبری جمهوری اسلامی از قدرت و تغییر قانون اساسی کشور شده‌بودند. این بیانیه به بیانیه ۱۴ فعال سیاسی یا بیانیه ۱۴ تن مشهور شد. آن‌ها در این نامه خطاب به هموطنان خود، «استبداد سیستماتیک و غیرمسئول» را عامل نابسامانی‌ها و به نتیجه نرسیدن تلاش‌ها برای اصلاح امور ایران دانستند. پس از رسانه‌ای شدن این نامه، نیروهای امنیتی جمهوری اسلامی به اعمال فشار و احضار امضاکنندگان آن پرداختند. در همین زمینه، رضا مهرگان، جواد لعل‌محمدی، و محمد حسین سپهری، از جمله امضاکنندگان این بیانیه از حمله و تهدید علیه خود خبر دادند. همچنین نوری‌زاد نیز در روز ۱۷ تیرماه از احضار خود به دادسرای امنیت اوین در ارتباط با این نامه خبر داده بود.

## محاکمه
به گزارش خبرگزاری روسی اسپوتنیک کمال جعفری یزدی در پی اقداماتش از سوی دادگاه انقلاب مشهد مورد پیگرد قرار گرفت. او نهایتاً توسط این دادگاه به اتهاماتی از قرار «تشکیل دسته و گروه به قصد براندازی نظام»، «تبلیغ علیه نظام»، «توهین به رهبری» متهم شد. او به‌خاطر این اتهامات مجموعاً به ۱۳ سال حبس تعزیری محکوم شد. این حکم در تاریخ ۲۹ مرداد ۱۳۹۸ در شعبه یک دادگاه تجدیدنظر استان خراسان رضوی نیز تأیید و به وکیل او ابلاغ شد.
به گزارش خبرگزاری هرانا، در حکم صادر شده از سوی شعبه یک دادگاه تجدید نظر استان خراسان رضوی، دلیل تأیید و عدم صدور تخفیف در مجازات در حکم دادگاه بدوی، «مصاحبه‌های متهم و تجمع دوستان او در مقابل دادگاه» ذکر شده‌است.

### تجمع معترضان مقابل دادگاه
کمال جعفری یزدی، در تاریخ یکشنبه ۲۰ مرداد ۱۳۹۸ در گفتگو با رادیو فردا از دستگیری بیش از ۱۰ تن از کسانی خبر داد که در اعتراض به حکم ۱۳ سال زندان برای او در مشهد تجمع کرده بودند. جعفری یزدی در روز یکشنبه هنگام حضور در دادگاه انقلاب مشهد، شخصاً شاهد دستگیری این معترضان بوده‌است. او روز یک‌شنبه وقت مراجعه به دادگاه داشته‌است. به‌گفته جعفری یزدی، فاطمه سپهری، پوران ناظمی، هاشم خواستار و محمد نوری‌زاد در میان این بازداشت‌شدگان در مقابل دادگاه انقلاب مشهد بودند. او گفت که ساعت ۱۱ و نیم و پس از ورود او به دادگاه مأموران همه تجمع‌کنندگان را بازداشت کردند. برخی از وب‌سایت‌ها و کاربران شبکه‌های اجتماعی از جواد لعل محمدی، محمد حسین سپهری، عبدالرسول مرتضوی و حوریه فرج‌زاده به عنوان افراد دیگر بازداشت‌شده نام می‌برند.